# Соколюк-Орел Андрій Леонідович
Андрій Леонідович Соколюк-Орел (нар. 5 серпня 1978, Здолбунів, Рівненська область, УРСР) — український футболіст, півзахисник та захисник.

## Кар'єра гравця
У футбол розпочинав грати в аматорському колективі «Волинь-Цемент» (Здолбунів). У 2001 році перейшов у тернопільську «Ниву», у складі якої 15 квітня того ж року в матчі проти запорізького «Металурга» дебютував у вищій лізі. У тому сезоні тернополяни покинули вищий дивізіон, але до кінця турніру Соколюк встиг вийти на поле ще в двох матчах. У наступному сезоні Андрій зіграв за «Ниву» ще 6 матчів в першій лізі.
З 2002 по 2004 роки грав у командах нижчих дивізіонів ФК «Тернопіль», «Система-Борекс» (Бородянка), МФК «Миколаїв», «Іква» (Млинів), «Кристал» (Херсон).
З 2013 року грав в аматорській команді «Варварівка» (Миколаїв).

## Кар'єра тренера
У 2009-2010 роках тренував дітей у СДЮШОР «Миколаїв».